# 大師 (僧)
大師（だいし）は、中国・日本において、高徳な僧に対する尊称。朝廷から勅賜の形で贈られる事が多く、多くは諡号（本人の死後に送られる尊称、おくりな）である。
大師という言葉は梵語の「シャーストリ」を漢訳したもので、他に天人師、善知識、大導師などとも訳される。経典の用法として、釈迦を「釈迦大師」と呼ぶ例や、仏法そのものを大師と呼ぶ例がある。

## 中国の大師号
北宋初の賛寧による『大宋僧史略』巻下「賜師号」によれば、その始まりは、唐の後半、懿宗皇帝の咸通11年（870年）、旧暦11月14日の延慶節の談論の際に、左街の雲顥に「三慧大師」、右街の僧徹に「浄光大師」の師号を賜った時であるとする。つまり、それ以前には法師号や禅師号しか無かったとする。その後、唐末に大師号と紫衣が濫発されたため、後梁の龍徳元年（921年）に禁止令が発せられたという。宋初においても、太平興国4年（979年）まで、大師号が下賜されることは無かった、と結んでいる。
但し、少なくとも、隋の煬帝が晋王時代に、智顗から菩薩戒を受けた時に「智者」の大師号を賜った例や、大中2年（848年）に唐の宣宗が廬山の慧遠の400年忌に弁覚大師を諡号した記録があるなど、実際にはその起源はそれ以前に遡るものと考えられる。また、達磨大師、善導大師など、朝廷から下賜されたものではないが、私的な敬称として有名となっている大師号もある。
- 智者大師智顗（538- 597）天台宗第三祖。天台大師とも。
- 慈恩大師基（632年 - 682年） 法相宗開祖
- 至相大師智儼 (602年 - 668年）中国華厳宗第二祖
- 嘉祥大師吉蔵（549年－623年）三論宗

## 日本の大師号
日本においては清和天皇の貞観8年（866年）7月14日、最澄に「伝教」、円仁に「慈覚」の大師号が宣下されたのが初例である。天皇が宣下する位号としては、他にも国師号、禅師号、菩薩号などがあるが、他の号が生前にも許されるの対し、大師号は没後のみであった。また国師号の多くは禅僧に宣下された。
江戸時代以前から大師と呼ばれる18人は「十八大師」と総称され、その中でも弘法（空海）・伝教（最澄）・慈覚（円仁）・智証（円珍）・慈慧（良源）・円光（法然）の6人は特に「六大師」と総称される。
このうち慈慧大師・元三大師の名で知られる良源は大師号の宣下を受けていないが、平安時代後期より大師として扱われることが多い。
民間では単に「大師」といった場合、後世では空海（弘法大師）を指す事が多く、よく「大師は弘法に奪われ、太閤は秀吉に奪わる」といわれる。
明治維新後は皇室の神仏分離の影響で、大師号宣下などの仏教への関与は行われないようになった。しかし島地黙雷を始めとする浄土真宗勢力の働きかけでこの動きは修正され、明治9年（1878年）に親鸞への大師号宣下が行われたことで、天皇による師号宣下が再開された。明治16年（1883年）10月8日には「大師号国師号賜与内規」が制定され、大師号は宗名公称の宗（天台宗、真言宗、浄土宗、臨済宗、曹洞宗、黄檗宗、浄土真宗、日蓮宗、融通念仏宗）の宗派の祖や中興の祖に与えられるものと定義された。宗派からの申し入れを審査するのは内務省と定められたが、明治20年（1887年）にこの内規は廃止された。これは宗派対立を防ぐため師号宣下の数を抑えたいという伊藤博文らの意向によるもので、しばらく宣下は行われなかった。禅師号の宣下はその後宮内省によって取り扱われ、明治42年（1909年）の大師号宣下の再開以降は宮内省によって大師号の選考が行われるようになった。宮内省では新たな内規は作成されなかったが、運用上は廃止された「大師号国師号賜与内規」を準用していた。
日本国憲法施行後は、すでに大師号を贈られている者の50年忌ごとに追贈される大師号以外は授与されていない。真宗大谷派のように大師号使用をやめた教団もある。

### 日本の大師一覧
| 名前     | 画像 | 大師号                                                                           | 宗派         | 生年   | 没年   | 宣下日                               | 備考 |
| -------- | ---- | -------------------------------------------------------------------------------- | ------------ | ------ | ------ | ------------------------------------ | --- |
| 最澄     |      | 伝教大師                                                                         | 天台宗       | 766年? | 822年  | 貞観8年（866年）7月14日宣下          | 日本天台宗開祖。                                                                                           |
| 円仁     |      | 慈覚大師                                                                         | 天台宗       | 794年  | 864年  | 貞観8年（866年）7月14日宣下          | 天台宗の教義を大成。                                                                                       |
| 良源     |      | 慈慧大師 元三大師                                                                | 天台宗       | 912年  | 985年  | なし                                 | 天台宗中興の祖。「慈慧」の号が朝廷より贈られたが、大師号については宣下されていない。                       |
| 円珍     |      | 智証大師                                                                         | 天台寺門宗   | 814年  | 891年  | 延長5年12月27日宣下 （928年1月27日） | 天台宗寺門派開祖。智証大師諡号勅書は国宝                                                                   |
| 真盛     |      | 慈摂大師                                                                         | 天台真盛宗   | 1443年 | 1495年 | 明治16年（1882年）6月28日宣下        | 天台真盛宗の祖。                                                                                           |
| 天海     |      | 慈眼大師                                                                         | 天台宗       | 1536年 | 1643年 | 慶安元年（1648年）4月11日宣下        | 寛永寺開山。徳川家康らに重用される。                                                                       |
| 空海     |      | 弘法大師                                                                         | 真言宗       | 774年  | 835年  | 延喜21年（921年）10月27日宣下        | 真言宗開祖。                                                                                               |
| 実恵     |      | 道興大師                                                                         | 真言宗       | 786年  | 847年  | 安永3年（1774年）8月13日宣下         | 東寺二代長者。                                                                                             |
| 真雅     |      | 法光大師                                                                         | 真言宗       | 801年  | 879年  | 文政10年（1827年）6月2日宣下         | 空海の高弟。                                                                                               |
| 益信     |      | 本覚大師                                                                         | 真言宗広沢流 | 827年  | 906年  | 延慶元年（1308年）2月3日宣下         | 広沢流の祖。                                                                                               |
| 聖宝     |      | 理源大師                                                                         | 真言宗       | 832年  | 909年  | 宝永4年（1707年）1月18日宣下         | 真言修験道中興の祖。小野流の祖。                                                                           |
| 覚鑁     |      | 興教大師                                                                         | 新義真言宗   | 1095年 | 1143年 | 元禄3年（1690年）12月26日宣下        | 真言宗中興の祖。新義真言宗を興す。                                                                         |
| 俊芿     |      | 月輪大師                                                                         | 真言宗       | 1166年 | 1227年 | 明治16年（1882年）6月28日宣下        | 歴代天皇の菩提寺泉涌寺の事実上の開祖。                                                                     |
| 良忍     |      | 聖応大師                                                                         | 融通念仏宗   | 1072年 | 1132年 | 安永2年（1773年）10月6日宣下         | 融通念仏宗の祖。                                                                                           |
| 法然     |      | 円光大師 東漸大師 慧成大師 弘覚大師 慈教大師 明照大師 和順大師 法爾大師 元祖大師 | 浄土宗       | 1133年 | 1212年 | 元禄10年（1697年）1月18日宣下        | 浄土宗開祖。法然は500回忌以来50年ごとに大師号が追贈されている                                              |
| 親鸞     |      | 見真大師                                                                         | 浄土真宗     | 1173年 | 1263年 | 1876年（明治9年）11月28日宣下        | 浄土真宗開祖。                                                                                             |
| 蓮如     |      | 慧燈大師                                                                         | 浄土真宗     | 1415年 | 1499年 | 明治15年（1882年）3月22日宣下        | 本願寺第8世。法諱は兼寿。本願寺中興の祖。                                                                  |
| 一遍     |      | 証誠大師 円照大師                                                                | 時宗         | 1239年 | 1289年 | 昭和15年（1940年）3月23日宣下        | 時宗開祖、法諱は智真。                                                                                     |
| 関山慧玄 |      | 無相大師                                                                         | 臨済宗       | 1277年 | 1360年 | 明治42年（1909年）4月7日宣下         | 妙心寺の開山。                                                                                             |
| 授翁宗弼 |      | 微妙大師                                                                         | 臨済宗       | 1296年 | 1380年 | 昭和2年（1927年）3月22日宣下         | 妙心寺2世。                                                                                                |
| 無文元選 |      | 円明大師                                                                         | 臨済宗       | 1323年 | 1390年 | 昭和13年（1938年）4月11日宣下        | 後醍醐天皇皇子。                                                                                           |
| 道元     |      | 承陽大師                                                                         | 曹洞宗       | 1200年 | 1253年 | 明治12年（1879年）11月22日宣下       | 日本曹洞宗高祖。                                                                                           |
| 瑩山紹瑾 |      | 常済大師                                                                         | 曹洞宗       | 1268年 | 1325年 | 明治42年（1909年）9月8日宣下         | 日本曹洞宗太祖。                                                                                           |
| 隠元隆琦 |      | 真空大師 華光大師 厳統大師                                                       | 黄檗宗       | 1592年 | 1673年 | 大正6年（1917年）1月31日宣下         | 日本黄檗宗の祖。300年忌以降、50年ごとに大師号が追贈されている。                                            |
| 日蓮     |      | 立正大師                                                                         | 日蓮宗       | 1222年 | 1282年 | 大正11年（1922年）10月9日宣下        | 日蓮宗開祖。江戸時代には「子老国柱大師」としての宣下を目指す動きが日蓮宗教団内にあったが、実現しなかった。 |